# Basia Trzetrzelewska
Barbara Stanisława Trzetrzelewska « Basia » (prononcé Tge-tge-lev-ska) , est une chanteuse polonaise née le 30 septembre 1954 à Jaworzno. Elle a fait partie du groupe Matt Bianco.

## Biographie
Elle a grandi dans la ville industrielle de Jaworzno (dans le Sud de la Pologne). Chaque année a lieu un festival de musique de jazz, classique et pop : un bon endroit pour se faire connaître. Après un début prometteur dans le groupe polonais Alibabki, elle fait une carrière polonaise, tourne un peu sur Chicago, revient en Pologne, puis suit son petit ami à Londres. 
Basia a commencé sa carrière musicale en 1979 en tant que chanteuse pour le groupe de jazz fusion polonais Maanam. Elle a ensuite déménagé à Londres en 1981 et a travaillé comme chanteuse de session pour divers artistes avant de former le groupe Matt Bianco avec Mark Reilly en 1983. Basia a chanté sur le premier album de Matt Bianco, qui a connu un grand succès au Royaume-Uni et en Europe.
En 1987, Basia a quitté Matt Bianco pour poursuivre une carrière solo. Son premier album, intitulé Time and Tide, est sorti en 1987 et a connu un grand succès, notamment grâce aux singles New Day for You et Time and Tide. Son deuxième album, London Warsaw New York, est sorti en 1990 et a également connu un grand succès, notamment grâce au single Cruising for Bruising.
Basia a sorti plusieurs autres albums solo dans les années 90, notamment The Sweetest Illusion en 1994 et It's That Girl Again en 2009. Elle a également continué à travailler en tant que productrice et à écrire des chansons pour d'autres artistes.
Basia est connue pour son style vocal doux et sophistiqué, ainsi que pour sa musique mélangeant des influences jazz, pop et latines. Elle a remporté plusieurs prix et nominations au cours de sa carrière, notamment un Brit Award en 1990 pour la meilleure artiste féminine internationale.

## Albums

### Avec le groupeMatt Bianco
- 1984 : Whose Side Are You On?
- 2004 : Matt's Mood

### En solo
- 1987 : Time and Tide
- 1990 : London Warsaw New-York
- 1990 : The Best Remixes
- 1991 : Brave New Hope (maxi single)
- 1994 : The Sweetest Illusion
- 1995 : Basia On Broadway (live at the Neil Simon Theatre)
- 1998 : Clear Horizon - The Best Of Basia (compilation)
- 2004 : Super Hits (compilation)
- 2006 : Simple Pleasures (compilation)
- 2009 : It's that girl again
- 2015 : London Warsaw New-York (Réédition avec 1 CD bonus)
- 2018 : Butterflies